# Jacob R. Van Rensselaer
Jacob Rutsen Van Rensselaer (* 27. September 1767 in Claverack, Provinz New York; † 22. September 1835 in New York City) war ein US-amerikanischer Jurist und Politiker.

## Werdegang
Jacob Rutsen Van Rensselaer, Sohn von Cornelia Rutsen (1746–1790) und Robert Van Rensselaer (1740–1802), einem Brigadegeneral während des Unabhängigkeitskrieges, wurde während der Regierungszeit von König Georg III. im Columbia County geboren und wuchs dort auf. Er besuchte das Washington Seminary. 1787 graduierte er an der Yale University. Er studierte Jura und erhielt seine Zulassung als Anwalt. Während des Britisch-Amerikanischen Krieges kommandierte er Truppen, welche im Columbia County eingezogen wurden, und half bei der Verteidigung von New York City.
Van Rensselaer saß 1800, 1808, 1808–1809, 1811, 1812–1813, 1814, 1814–1815 und 1819 in der New York State Assembly. Von 1812 bis 1813 bekleidete er den Posten als Speaker. Er war von 1813 bis 1815 Secretary of State von New York. 1821 nahm er als Delegierter an der Verfassunggebenden Versammlung von New York teil.
Er war mit Cornelia De Peyster verheiratet. Nach seinem Tod in New York City wurde sein Leichnam nach Claverack überführt, wo er auf dem Friedhof der Reformed Dutch Church beigesetzt wurde.
Sein Heim, das Jacob Rutsen Van Rensselaer House and Mill Complex, ist aufgelistet im National Register of Historic Places.